# Schuyler Van Alen
Schuyler Chase Van Alen è il personaggio principale della saga di Sangue blu, della scrittrice statunitense Melissa de la Cruz.

## Il personaggio
Schuyler Chase Van Alen scopre all'età di quindici anni di essere un vampiro, quando entra a far parte della Congrega. Ma, a differenza degli altri, lei è una mezzo sangue (figlia di un sangue blu e un sangue rosso), sebbene sia la sua parte da vampiro a prendere il sopravvento.